# Oxycoleus cyaneus
Oxycoleus cyaneus är en skalbaggsart som beskrevs av Martins och Maria Helena M. Galileo 2005. Oxycoleus cyaneus ingår i släktet Oxycoleus och familjen långhorningar. Inga underarter finns listade i Catalogue of Life.